# Mohler (Washington)
Mohler az Amerikai Egyesült Államok északnyugati részén, Washington állam Lincoln megyéjében elhelyezkedő önkormányzat nélküli település.
A település névadója Morgan Mohler postakocsi-vezető.

## Éghajlat
A város éghajlata félsivatagi sztyeppe (a Köppen-skála szerint BSk).
| Hónap                         | Jan.  | Feb.  | Már.  | Ápr. | Máj. | Jún. | Júl. | Aug. | Szep. | Okt.  | Nov.  | Dec.  | Év    |
| ----------------------------- | ----- | ----- | ----- | ---- | ---- | ---- | ---- | ---- | ----- | ----- | ----- | ----- | ----- |
| Rekord max. hőmérséklet (°C)  | 13,9  | 16,7  | 22,2  | 31,7 | 35,0 | 41,1 | 38,9 | 41,1 | 36,7  | 30,6  | 20,0  | 15,0  | 41,1  |
| Átlagos max. hőmérséklet (°C) | 1,1   | 4,4   | 10,0  | 15,0 | 20,0 | 23,9 | 28,9 | 28,9 | 23,3  | 15,6  | 6,1   | 0,0   | 14,8  |
| Átlagos min. hőmérséklet (°C) | −5,6  | −4,4  | −1,7  | 0,0  | 3,3  | 6,7  | 8,9  | 8,3  | 4,4   | 0,0   | −2,8  | −6,7  | 0,9   |
| Rekord min. hőmérséklet (°C)  | −32,2 | −32,8 | −18,0 | −8,9 | −7,8 | −3,9 | −2,8 | −2,8 | −7,2  | −20,0 | −28,9 | −31,7 | −32,8 |
| Átl. csapadékmennyiség (mm)   | 37    | 28    | 32    | 25   | 30   | 26   | 13   | 9    | 13    | 25    | 42    | 46    | 326   |
| Forrás: The Weather Channel   |       |       |       |      |      |      |      |      |       |       |       |       |       |

## Fordítás
- Ez a szócikk részben vagy egészben  a   Mohler, Washington című angol Wikipédia-szócikk ezen változatának fordításán alapul.  Az eredeti cikk szerkesztőit annak laptörténete sorolja fel. Ez a jelzés csupán a megfogalmazás eredetét és a szerzői jogokat jelzi, nem szolgál a cikkben szereplő információk forrásmegjelöléseként.